# Canterburyi Szent Márton-templom
A Szent Márton-templom Canterbury plébániatemploma, közel a város központjához. Mint építészeti műemlék, 1988 óta a kulturális világörökség része, a Canterburyi katedrálissal és a Szent Ágoston-apátsággal együtt.
Úgy tartják, hogy ez Angliának a legrégebbi plébániatemploma, amely folyamatos használatban van, és ez volt Bertha kenti királynő kápolnája a 6. században. Bertha királynő Angliába érkezésekor már keresztény volt, és férje, Ethelbert, megengedte neki, hogy egy késő római korból származó régi templomban gyakorolja vallását. Nagy valószínűséggel ez lehetett az a templom. A helyi leletek azt tanúsítják, hogy abban az időben a városban már jelen volt a kereszténység, és a templom több újrafelhasznált római téglát tartalmaz. A stílusa mindenesetre nem római, tehát lehetséges, hogy a római hódoltság után, az angolszász bevándorlás elején, a 4. század közepén újjáépítették.

## Fordítás
Ez a szócikk részben vagy egészben a St Martin's Church, Canterbury című angol Wikipédia-szócikk ezen változatának fordításán alapul.  Az eredeti cikk szerkesztőit annak laptörténete sorolja fel. Ez a jelzés csupán a megfogalmazás eredetét és a szerzői jogokat jelzi, nem szolgál a cikkben szereplő információk forrásmegjelöléseként.